# 広渡湖秀
広渡 湖秀（ひろわたり こしゅう、元文2年（1737年） - 天明4年1月23日（1784年2月13日））は江戸時代中期の長崎の画家。長崎奉行所に唐絵目利兼御用絵師として仕えた。
通称を八平次。字は元厚、号は巌斐。湖秋とも称した。

## 略伝
画は石崎元章について学ぶ。西村八左衛門の子であったが広渡湖亭の養子となり、広渡家第6代当主となる。
宝暦12年（1762年）に唐絵目利見習となり、翌年4月27日に本役に昇進。
後興善町（長崎市興善町）にて死没。享年48。法号慧応、光永寺に葬られる。墓は現存しない。実子湖月が跡を継いだ。

## 二人の湖秀
原田博二が西応寺（東京都新宿区須賀町）にて偶然広渡湖秀の墓を発見。墓誌や過去帳などの記載から長崎で活躍した湖秀とは別人であることが判明した。

## 作品
これらの作品は二人の湖秀いずれの作品であるか厳密には特定できていない。
- 「薔薇に鷹図」神戸市立博物館
- 「鳥獣図鑑」絹本著色 3巻 長崎歴史文化博物館
- 「長崎日蘭貿易絵巻」 紙本著色 1巻 松浦史料博物館　長崎県有形文化財

## 脚註
1. ↑  古賀十二郎『長崎画史彙伝』（大正堂書店 昭和58年）には八平太とあるが誤り
2. ↑  古賀十二郎『長崎画史彙伝』